# اتحاد سينيغامبيا الكونفدرالي
في عام 1981 وقعت محاولة انقلابية في غامبيا تم إحباطها بمساعدة السنغال. وتم بعد ذلك تشكيل اتحاد كونفدرالي لفترة قصيرة بين غامبيا والسنغال أطلق عليه اسم سنغامبيا وذلك في الفترة ما بين 1982 و1989.
تم حل الاتحاد من قبل السنغال في 30 سبتمبر 1989 بعد أن أبدت غامبيا عدم اهتمامها بالاتحاد. لا ينبغي الخلط بين كونفدرالية سنغامبيا ومنطقة سنغامبيا التاريخية، والتي يُطلق عليها أيضا «سنغامبيا».